# عباس أباد سيف (زهرا السفلى)
عباس أباد سیف (زهرا السفلى) (بالفارسية: عباس‌آباد سیف) هي قرية تقع في إيران في Zahray-ye Pain Rural District. يقدر عدد سكانها بـ 51 نسمة .